# Englewood (Colorado)
Englewood is een plaats (city) in de Amerikaanse staat Colorado, en valt bestuurlijk gezien onder Arapahoe County.

## Demografie
Bij de volkstelling in 2000 werd het aantal inwoners vastgesteld op 31.727.
In 2006 is het aantal inwoners door het United States Census Bureau geschat op 32.286, een stijging van 559 (1.8%).

## Geografie
Volgens het United States Census Bureau beslaat de plaats een oppervlakte van
17,1 km², waarvan 17,0 km² land en 0,1 km² water. Englewood ligt op ongeveer 1637 m boven zeeniveau.

## Plaatsen in de nabije omgeving
De onderstaande figuur toont nabijgelegen plaatsen in een straal van 8 km rond Englewood.

## Geboren
- Amy Van Dyken (1973), zwemster
- Bobby Brown (1991), freestyleskiër
- Aaron Blunck (1996), freestyleskiër
- David Eugene Edwards (1968), singer-songwriter